# Dąbrowa (gmina Wielbark)
Dąbrowa (niem. Dombrowa, w latach 1938-1945 Neudankheim) – kolonia w Polsce położona w województwie warmińsko-mazurskim, w powiecie szczycieńskim, w gminie Wielbark.
W latach 1975–1998 miejscowość administracyjnie należała do województwa olsztyńskiego.